# سیدنی بارنارد
سیدنی بارنارد (انگلیسی: Sidney Barnard؛ زادهٔ ۱۰ ژوئیهٔ ۱۹۱۴) بازیکن فوتبال است.
از باشگاه‌هایی که در آن بازی کرده‌است می‌توان به باشگاه فوتبال بلکبرن روورز اشاره کرد.